# 유천도서관
유천도서관은 전북특별자치도 익산시에 있는 공립 도서관이다.

## 연혁
- 2022년 3월 11일 시범 운영 시작.